# アメリカズ・フロントライン・ドクターズ
アメリカズ・フロントライン・ドクターズ（英: America's Frontline Doctors）は、新型コロナウイルス感染症に関する誤情報を拡散していることで知られているアメリカの右翼団体。シモン・ゴールドによって設立され、ティーパーティー・ペイトリオッツによって宣伝されており、COVID-19のパンデミックが発生した際、COVID-19の未承認の治療法を引き合いに、ロックダウンやソーシャル・ディスタンスの義務化に反対してきた。
2021年1月、設立者であるゴールドと同団体のコミュニケーション・ディレクターであるジョン・ストランドは、同月に発生したアメリカ合衆国議会議事堂襲撃事件への関与により逮捕された。

## 歴史

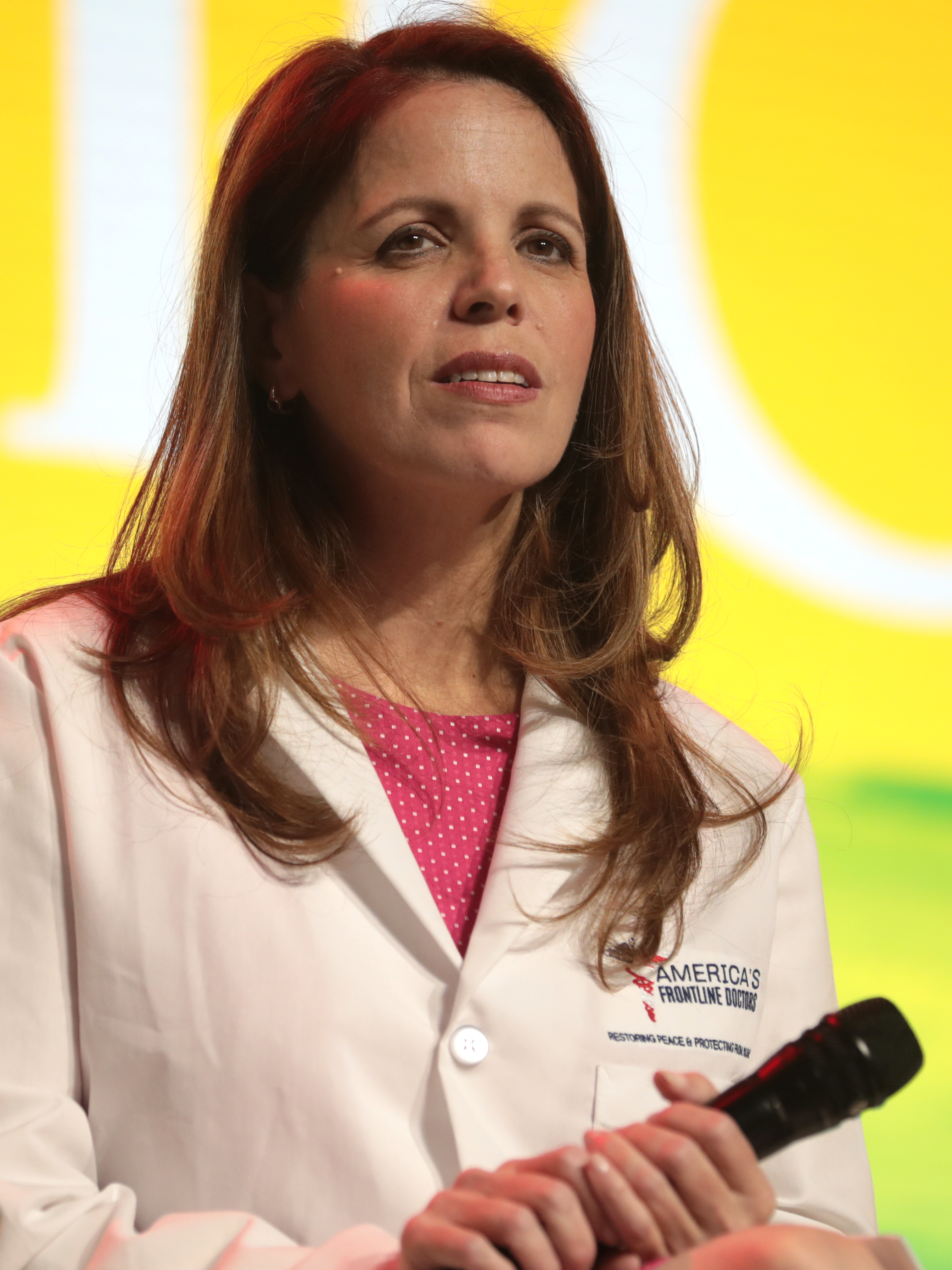
ターニング・ポイント・USAの「2020 Student Action Summit」で講演を行っている設立者および指導者のシモン・ゴールド。

2020年7月27日、ティーパーティー・ペイトリオッツは、ワシントンD.C.の合衆国最高裁判所ビル前で、シモン・ゴールドが設立した「アメリカの最前線の医師」（英: America's Frontline Doctors）を自称する団体による記者会見を主催し、資金を提供した。この団体は、査読を経たエビデンスや保健機関からの正式な承認を得ることなく、ヒドロキシクロロキン、アジスロマイシン、亜鉛のカクテルがCOVID-19の「治療薬」として使用できると主張し、したがって公衆衛生上の措置（ロックダウンや公共の場におけるマスク着用の義務化など）は不要であると主張した。講演者の一人であるステラ・イマニュエルは、自身が前述のカクテルを用いて350人の新型コロナ患者を治療したと主張し、ヒドロキシクロロキンの使用を拒否する医師を「ナチスがユダヤ人を殺すのを許容した善良なドイツ人のようだ」と述べた。また彼らは、COVID-19にヒドロキシクロロキンが効かないとする研究に資金を提供している「エセ製薬会社」を非難した。
このイベントの様子は、極右サイト「ブライトバート・ニュース」でライブ配信されたほか、Facebookのワクチン反対派や陰謀論を唱えるグループ、Twitterなどのソーシャルメディアで動画が共有され、当時のドナルド・トランプ大統領とその息子であるドナルド・トランプ・ジュニアも動画を共有した。COVID-19の誤情報対策を理由に、Facebook・Twitter・YouTubeはその動画の削除を開始した。Facebookでは、削除措置を受ける前、その動画は1,400万回以上再生されていたと推定されている。Twitterでは、トランプ・ジュニアがその動画を投稿した後、12時間に渡ってアカウントが制限を受けた。
この動画について質問を受けたトランプは、この団体を「非常に尊敬されている医師たち」と称し、イマニュエルを「注目に値する」と表現した。イマニュエルには、宇宙人のDNAが医療行為の一部として使用されているといった陰謀論を拡散してきた経緯があるにもかかわらず、なぜ信頼しているのかと聞かれたトランプは、「彼女がどこから来たのか、どこの国から来たのかは知らないが、何百人ものさまざまな患者で驚異的な成果を収めていると言っていたという意味で、とても印象的だと思った」と答えた。
このイベントの後、ゴールドは、2つの病院で緊急治療室の医師としての職を解雇されたと述べた。

### 2021年米国議会議事堂襲撃への参加
2021年1月6日、設立者のシモン・ゴールドは、2020年アメリカ合衆国大統領選挙でジョー・バイデンが勝利したことの承認に抗議するため、議事堂への襲撃に参加した。彼女は、立ち入りが制限された建物や敷地への侵入、暴力的侵入、治安紊乱行為の罪に問われた。ゴールドは、不法侵入であることを知らずに群衆に追従して議事堂に入ったと主張している。ゴールドは、暴行については証言しなかったが、刑事告訴状と逮捕令状を裏付けるFBIの宣誓供述書には、これと矛盾する動画証拠が記載されている。ゴールドは記者団に対し、議会議事堂内での写真が自身の健康擁護運動の妨げになることを懸念し、「あの場にいたことを後悔している」と述べたが、今回の出来事を「暴動ではない」「信じられないほど平和だった」と表現した。
また、同団体のコミュニケーション・ディレクターであるジョン・ストランドも、この暴動に関する連邦法違反で逮捕された。

### 反ワクチン訴訟
2021年5月、アメリカズ・フロントライン・ドクターズは、アメリカ合衆国保健福祉省をアラバマ州北部地区連邦地方裁判所に提訴した。同団体は、ワクチンに対するFDAの緊急使用許可を無効にし、米国内のすべてのCOVID-19ワクチン接種の実施を停止することを求めた。同団体は請願の中で、COVID-19は共産主義者による洗脳と似ており、COVID-19ワクチンには「効果がなく」、COVID-19ワクチンによって米国内で少なくとも45,000人が死亡したなど、一連の奇妙な主張を行っている。これらの主張は、すべて誤りである。また、元ミネソタ州上院議員で、共和党のミネソタ州知事候補であるスコット・ジェンセンも訴訟に加わっている。